# 2019 UJ12
 (novembre 2019).
2019 UJ12 est une planète mineure du système solaire, plus précisément un astéroïde Apollon / astéroïde de la ceinture principale ayant une trajectoire inclinée et très excentrique. Cet astéroïde a en effet une orbite caractérisée par un demi-grand axe de 2,42 unités astronomiques, une excentricité de 0,94 et une inclinaison de 27,5 degrés. Il est donc herméocroiseur, cythérocroiseur, géocroiseur et aréocroiseur et s'approche relativement près de l'orbite de Jupiter. Relativement peu d'objets ont une orbite similaire, parmi lesquels 2019 BH4 et 2019 JZ6. Il pourrait s'agir du noyau d'une comète éteinte ou bien d'un objet de la ceinture principale qui a été fortement perturbé.
Avec une magnitude absolue H de 22,5, sa taille doit être comprise entre 85 et 190 mètres.